# 97 a. C.
El año 97 a. C. fue un año del calendario romano prejuliano. En el Imperio romano, fue conocido como el año 657 Ab Urbe condita.

## Acontecimientos

### Por lugar

#### Roma
- Cneo Cornelio Léntulo y Publio Licinio Craso son elegidos cónsules de Roma
- C. Deciano, el perseguidor de Furio, es condenado a su vez por sus afirmaciones sobre la muerte de Saturnino.
- Los romanos someten a los medos y dardanos.
- L. Domicio toma medidas drásticas para restaurar el orden en Sicilia.
- Los censores, Flaco y Antonio, eliminan a M. Duronio del Senado debido a su oposición a las leyes suntuarias.
- Un decreto del Senado Romano prohíbe sacrificios humanos.
- Sila muestra una caza de leones por primera vez en unos juegos en Roma.

#### Anatolia
- Ariarates VIII se ve expulsado de Capadocia por Mitrídates y muere poco después.

#### Asia
- Sujin se convierte en emperador de Japón (fecha probable)

## Nacimientos
- Farnaces II del Ponto, Rey del Ponto.
- Galeria Copiola, actriz que vivió más de cien años.
- Lucio Cornelio Balbo el Mayor, político y gobernante gaditano que ocupó los más altos puestos en la República romana.